# Кузьменко Василь Олександрович
Василь Олександрович Кузьменко (*20 листопада 1931) — український вчений-фізик. Доктор технічних наук, професор. Почесний академік АН ВШ України з 2008 р.

## З життєпису
Народився в с. Загальці Бородянського району Київської обл. Закінчив Київський політехнічний інститут, інженер-фізик.
Автор близько 300 друкованих праць, в їх числі такі монографії: «Звуковые и ультразвуковые колебания при динамических испытаниях материалов» — Киев, 1963, 152 с.; «Динамика машин для испытаний на усталость» — Москва, 1967, 460 с (перевидана англійською); «Новые схемы деформирования твердых тел» — Киев, 1973, 200 с.; «Усталостные испытания на высоких частотах нагружения» — Киев, 1979, 336 с.; «Многоцикловая усталость при переменных амплитудах нагружения» — Киев, 1986, 264 с.
Співголова Спілки викладачів вишів і науковців України та член Національної спілки журналістів України. Автор понад 100 публікацій на соціальні теми (розробка справедливого економічного устрою країни; приватизація; реформування оргсистеми науки; мораль в науці; захист честі та гідності українців і України); в їх числі такі книги та брошури: 
- «Приватизація: гендлярам власність, а народу — наперсток» — Київ, 1991, 28 с.;
- «Патонізація» — Київ, 1992, 32 с.; «Мафия элитная» — Київ, 1997, 240 с.;
- «Чи буде захист в Україні честі та гідності Українців?!» — Київ, 2001, 35 с.;
- «Наука за біологічним принципом» — Київ, 2004, 118 с.;
- «Про реорганізацію академічної науки» — «Київ», 2005, 15 с.;
- «Чи буде судний час для судової гілки влади?» — Київ, 2005, 147 с.;
- «Зупинимо наругу над Т. Шевченком, українцями та Україною!!!» — Київ, 2008, 63 с.;
- «Найверховніші судді, порушивши конституційне право громадян на перегляд рішення суду та фальшуючи обставини справи, не захистили честі та гідності українців та України!!! Може будемо самотужки захищатись?» — Київ, 2009, 24 с. Також тут народився Іван Чернишенко доктор математики. Є ще такий екземпляр як Арламчик.